# رنگین‌کمان جاذبه
رنگین‌کمان جاذبه رمانی از نویسندهٔ آمریکایی توماس پینچن است که اولین بار در سال ۱۹۷۳ به چاپ رسید.
رنگین‌کمان جاذبه رمانی طویل و پیچیده‌است شامل تعداد زیادی شخصیت و اصل داستان در اروپا و اواخر جنگ جهانی دوم می‌گذرد و حول محور طراحی، تولید و پرتاب موشک‌های وی-۲ در ارتش آلمان می‌گردد. به خصوص رمان روایت تلاش چندین شخصیت برای دستیابی به راز دستگاه عجیبی به نام شوارتزگرات (دستگاه سیاه) است که گویا درون یکی از موشک‌ها با شماره سریال «۰۰۰۰۰» جاسازی شده.
رنگین‌کمان جاذبه دایرهٔ بزرگی از اطلاعات را در بر می‌گیرد و با مرزهای فرهنگی، ادبی و جغرافیایی بازی می‌کند. کتاب در سال ۱۹۷۴ به‌طور مشترک با مجموعه داستانی کوتاه از ایزاک بشویس سینگر جایزهٔ نهاد ملی آمریکا برای داستان را برد، و با اینکه توسط هیئت تصمیم‌گیرندهٔ جایزهٔ پولیتزر انتخاب شده بود هیئت مشاور پولیتزر آن را به خاطر اغلاق، بعیدالفهمی، درازگویی و در برخی موارد مستهجن بودن رد کردند. آن سال پولیتزری برای داستان داده نشد.
مجلهٔ تایم رنگین‌کمان جاذبه را در فهرست بهترین رمان‌های تاریخ خود بین سال‌های ۱۹۲۳ تا ۲۰۰۵ قرار داد و برخی از منتقدان بر این باورند که یکی از بهترین رمان‌های آمریکایی موجود است.